# Pustynie w Australii
Pustynie w Australii zajmują dużą część kontynentu australijskiego, bowiem 75% terenu Australii jest klasyfikowane jako pustynie lub półpustynie. W części centralnej Australii jest zlokalizowana Pustynia Simpsona, w części północnej Pustynia Tanami, w części zachodniej Wielka Pustynia Wiktorii, Pustynia Gibsona i Wielka Pustynia Piaszczysta, a na południu znajduje się pustynna nizina Nullarbor. 

## Klimat
Centrum kontynentu australijskiego jest bardzo suche, opady roczne na tym obszarze mieszczą się w przedziale 200–400 mm. Żadna australijska stacja klimatyczna nie odnotowała wartości rocznych opadu poniżej 100 mm. Opady na pustyniach pojawiają się w miesiącach letnich w czasie monsunu.

## Przyroda
Pustynie i półpustynie Australii są w większości pokryte ubogą roślinnością trawiastą, lokalnie określaną jako spinifex (od jednego z jej rodzajów) i krzewiastą scrub). Występują też komosy (np. Chenopodium auricomum) i łobody (np. Atriplex nummularia). Pozbawione są jej wyschnięte jeziora pokryte solą i masywy skalne. Wśród zwierząt występują zdziczałe dromadery. Rodzime ssaki to m.in. krety workowe.

## Pustynie Australii
Pustynie kontynentalne pod względem powierzchni:
- Wielka Pustynia Wiktorii - 348 750 km²;
- Wielka Pustynia Piaszczysta - 267 250 km²;
- Pustynia Tanami - 184 500 km²;
- Pustynia Simpsona - 176 500 km²;
- Pustynia Gibsona - 156 000 km²;
- Mała Pustynia Piaszczysta - 111 500 km²;
- Pustynia Strzeleckiego - 80 250 km²;
- Pustynia Sturt Stony - 29 750 km²;
- Pustynia Tirari - 15 350 km²;
- Pustynia Pedirka - 1 250 km².